# Comuna Făurei, Neamț
Făurei (în trecut, Budeștii-Ghicăi) este o comună în județul Neamț, Moldova, România, formată din satele Budești, Climești, Făurei (reședința) și Micșunești.

## Așezare
Comuna se află în partea de est a județului, în zona izvoarelor râului Români. Este străbătută de șoseaua județeană DJ157, care o leagă spre est de Trifești și Horia (unde se termină în DN15D) și spre vest de Mărgineni, Dochia, Dumbrava Roșie și Piatra Neamț (unde se termină în DN15). La Făurei, acest drum se intersectează cu șoseaua județeană DJ155I, care duce spre sud la Secuieni și Români și spre nord la Bârgăuani (unde se intersectează cu DN15D), Tupilați, Păstrăveni, Urecheni, Petricani și Târgu Neamț (unde se termină în DN15C).

## Demografie
Componența etnică a comunei Făurei
     Români (94,73%)
     Alte etnii (5,27%)
Componența confesională a comunei Făurei
     Ortodocși (93,18%)
     Alte religii (0,91%)
     Necunoscută (5,91%)
Conform recensământului efectuat în 2021, populația comunei Făurei se ridică la 1.877 de locuitori, în scădere față de recensământul anterior din 2011, când fuseseră înregistrați 1.987 de locuitori. Majoritatea locuitorilor sunt români (94,73%). Din punct de vedere confesional, majoritatea locuitorilor sunt ortodocși (93,18%), iar pentru 5,91% nu se cunoaște apartenența confesională.

## Politică și administrație
Comuna Făurei este administrată de un primar și un consiliu local compus din 11 consilieri. Primarul, Petrică Bujor[*], de la Partidul Național Liberal, este în funcție din octombrie 2020. Începând cu alegerile locale din 2024, consiliul local are următoarea componență pe partide politice:
|  | Partid                    | Consilieri | Componența Consiliului | Componența Consiliului | Componența Consiliului | Componența Consiliului | Componența Consiliului | Componența Consiliului |
|  | ------------------------- | ---------- | ---------------------- | ---------------------- | ---------------------- | ---------------------- | ---------------------- | ---------------------- |
|  | Partidul Național Liberal | 6          |                        |                        |                        |                        |                        |                        |
|  | Partidul Social Democrat  | 4          |                        |                        |                        |                        |                        |                        |
|  | Uniunea Salvați România   | 1          |                        |                        |                        |                        |                        |                        |

## Istorie
La sfârșitul secolului al XIX-lea, comuna purta denumirea de Budeștii Ghicăi, făcea parte din plasa de Sus-Mijlocul a județului Neamț și era formată din satele Budeștii Ghicăi, Climești, Făurei, Micșunești și Tatomirești, având în total 2446 de locuitori. În comună existau patru mori de apă, o școală și cinci biserici. Anuarul Socec din 1925 o consemnează în plasa Războieni a aceluiași județ, având 2663 de locuitori în aceleași sate.
După al Doilea Război Mondial, satul Budeștii-Ghicăi a luat numele de Budești, iar comuna — pe cel de Făurei. În 1950, ea a fost arondată raionului Piatra Neamț din regiunea Bacău. În 1968, a revenit la județul Neamț, reînființat.

## Monumente istorice

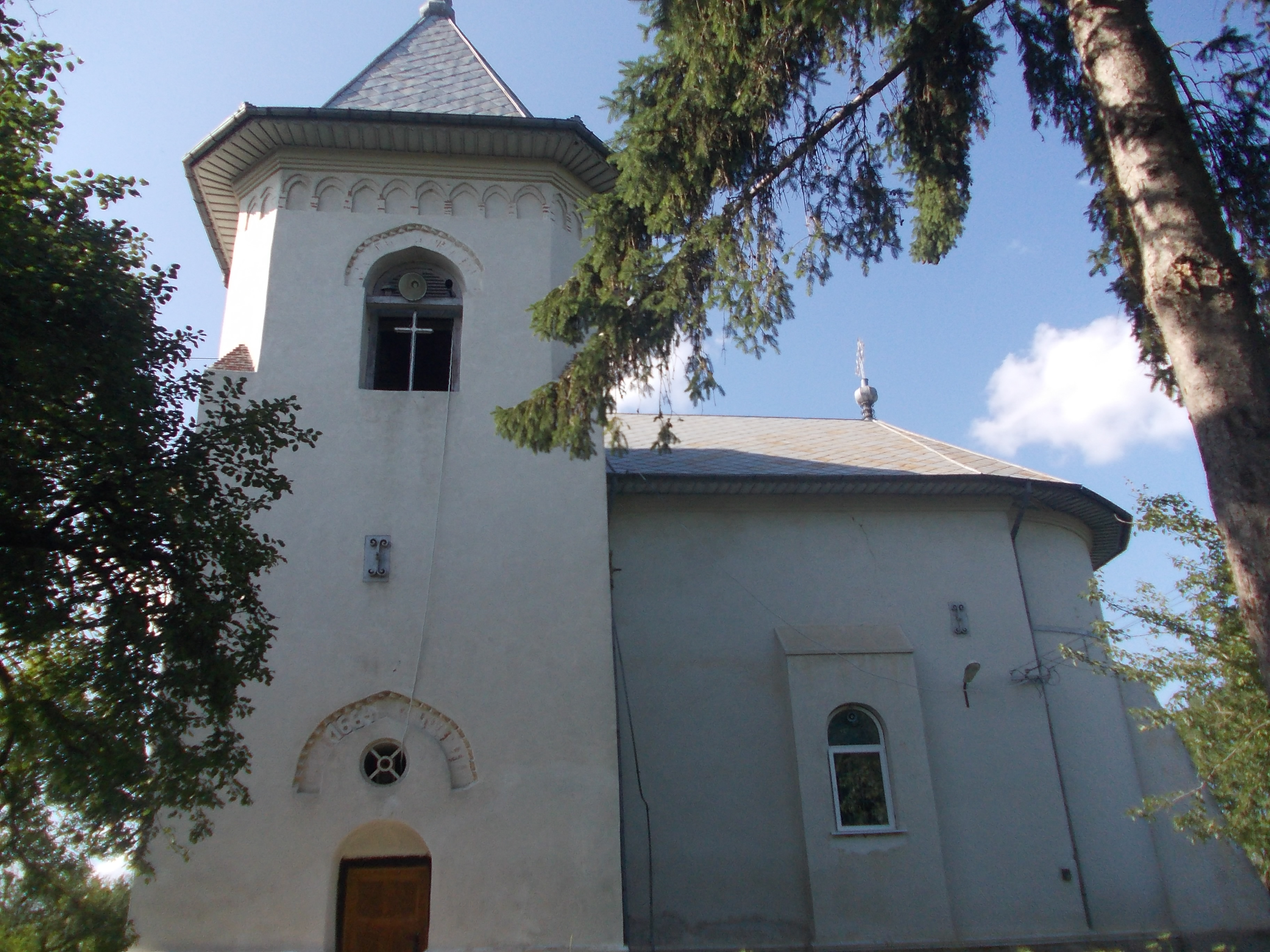
Biserica „Nașterea Sfântului Ioan Botezătorul” din Budești, monument istoric de interes local

Singurul obiectiv din comuna Făurei inclus în lista monumentelor istorice din județul Neamț ca monument de interes local este biserica „Nașterea Sfântului Ioan Botezătorul” (1663) din satul Budești, clădire ridicată în 1663 și clasificată ca monument de arhitectură.